# Pleurophascum
Pleurophascum là một chi rêu trong họ Pleurophascaceae.